# Guaraldi
Guaraldi is een Italiaans historisch merk van motorfietsen.
De bedrijfsnaam was: Meccanica Guaraldi, Lodi.
Guaraldi bouwde vanaf 1905 motorfietsen met Fafnir-inbouwmotoren. Later kwamen er Saroléa-blokken tot 550 cc. Een bijzonder model was een zijspancombinatie waarbij de passagier een via een slinger en een ketting het zijspanwiel kon aandrijven wanneer de combinatie in de problemen kwam. Mogelijk werd de productie al in 1907 beëindigd, maar volgens enkele bronnen werden er in 1912 nog 2,75, 2,95 en 3 pk motorfietsen gemaakt en in 1913 nog modellen met 2,25, 3,75 en 4 pk Fafnir-blokken. In 1914 was het merk ik elk geval van de markt verdwenen.